# Làng ung thư ở Việt Nam
Làng ung thư là từ được dùng trong tiếng Việt để chỉ các làng mạc ở Việt Nam, nơi có nhiều người bị mắc bệnh ung thư, vì ô nhiễm nước.
Theo ghi nhận của Bộ Y tế, tính đến năm 2007, có khoảng 51 làng, xã nằm rải rác ở 25 tỉnh/thành phố trong cả nước được ghi nhận là những "làng ung thư". Tập trung chủ yếu ở miền Bắc, miền Trung - nơi diễn ra các hoạt động tiểu thủ công nghiệp và làng nghề cao với cường độ cao (Hà Tây, Bắc Ninh, Nam Định), gần các khu công nghiệp cũ (như Thái Nguyên, Phú Thọ) hoặc gần các kho bảo vệ thực vật cũ (Nghệ An, Hà Tĩnh)...
Theo đánh giá của Tổ chức Y tế thế giới (WHO) năm 2007, Việt Nam là một trong những khu vực có tỷ lệ dân mắc bệnh và tử vong do ô nhiễm không khí trong nhà thuộc nhóm cao nhất trên thế giới. ba loại bệnh có tỷ lệ cao nhất ở Việt Nam gồm viêm phổi, viêm họng, viêm phế quản cấp.

## Nguyên nhân
Nguồn nước tại các làng ung thư ở Việt Nam theo điều tra bị ô nhiễm bởi: thuốc trừ sâu tại các kho chứa thuốc, chất độc chiến tranh, các nghĩa địa, làng nghề, chất thải sinh hoạt, công nghiệp, công trình khai thác nước chưa cách li với các tầng chứa nước nhiễm bẩn… Kết quả phân tích các mẫu nước đang sử dụng cho ăn uống sinh hoạt tại các "làng ung thư" cho thấy, hầu hết đều nhiễm bẩn vi sinh, một số mẫu có hàm lượng phenol, arsen hoặc mangan vượt nhiều lần tiêu chuẩn cho phép.

## Dự án cải thiện

### Giai đoạn 1
Từ năm 2011, Dự án "Điều tra, tìm kiếm nguồn nước hợp vệ sinh phục vụ cấp nước sinh hoạt cho một số "làng ung thư" của Việt Nam" giai đoạn 1 do Bộ Tài nguyên và môi trường (TN&MT) triển khai thực hiện đã điều tra nguồn nước 37 làng, được gọi là làng ung thư, thuộc 22 tỉnh, thành phố trong cả nước. Dự án này có mục đích giảm thiểu nguy cơ mắc bệnh ung thư, bảo vệ cuộc sống cộng đồng.
TS Hồ Minh Thọ, Chủ nhiệm Dự án, cho biết thông qua kết quả điều tra, số người chết vì ung thư có liên quan tới nguồn nước bị ô nhiễm. Điểm chung là nguồn nước tại những nơi này đều bị ô nhiễm nặng do nhiễm bẩn vi sinh, một số mẫu có hàm lượng phenol, arsen hoặc mangan vượt nhiều lần tiêu chuẩn cho phép. Theo số liệu do các cơ quan y tế địa phương cung cấp, tại các xã của 37 làng ung thư đã có 1.136 người chết vì các bệnh ung thư. Ngoài ra, còn có 380 người ở các xã lân cận cũng chết bởi ung thư. Số người chết vì bệnh ung thư vừa nêu là tính trong vòng 5-20 năm trở lại đây.
Nơi có nhiều người chết vì ung thư nhất là 139 người, đó là làng Thạch Khê, xã Thạch Sơn, huyện Lâm Thao (Phú Thọ).

### Giai đoạn 2
Mục đích là để tìm ra nguồn nước sạch để thay thế cho các nguồn nước ô nhiễm tại các "làng ung thư".

## Cải tiến

### Làng ung thư Thạch Sơn
Làng bị ô nhiễm cả không khí lẫn nước dùng. Theo khảo sát Bộ Tài nguyên môi trường không khí ở đây đang bị đầu độc nghiêm trọng bởi các loại khí thải công nghiệp, nhất là ở vùng xung quanh các nhà máy Supe phosphat Lâm Thao, nhà máy Pin ắc quy Phú Thọ. Ngoài ra, khí thở ở Thạch Sơn còn phải tiếp nhận khói từ 90 lò gạch và mùi hôi ở các cửa xả nước thải nhà máy giấy Bãi Bằng ra sông Hồng. Về nguồn nước, cả nước mặt và nước ngầm ở Thạch Sơn đều độc. Các ao hồ, nước giếng đều bị ô nhiễm.
89 lò gạch thủ công, được cho là nguyên nhân chính gây bệnh ung thư, đã được thay thế bằng 28 lò gạch liên hoàn, được di dời và quy hoạch cách biệt với xóm làng. Huyện Lâm Thao ra nghi quyết 89 năm 2011 về việc thu gom, vân chuyển và xử lý rác thải. Các doanh nghiệp đóng trên địa bàn huyện Lâm Thao đã chú trọng đầu tư công nghệ mới, góp phần giảm thiểu rõ rệt tình trạng gây ô nhiễm môi trường. Ngoài nguồn vốn Nhà nước hỗ trợ 30 tỷ đồng xây dựng Nhà máy nước và hệ thống cung cấp nước sạch đến từng hộ gia đình, người dân ở Thạch Sơn còn tự nguyện đóng góp xây dựng khép kín hệ thống thoát nước thải tập trung.

#### Nhận định
Theo phân tích của Tiến sĩ Nguyễn Duy Bảo, Viện Y học lao động và Vệ sinh môi trường Bộ Y tế: Việc sử dụng nhiều dung môi, hóa chất độc hại, cộng với tình trạng sử dụng thuốc bảo vệ thực vật, động vật bừa bãi trong trồng trọt và chăn nuôi kéo dài từ năm này qua năm khác ở xã Thạch Sơn nói riêng, huyện Lâm Thao nói chung, làm cho các loại hóa chất này thấm dần xuống lòng đất, gây nên ô nhiễm nguồn nước, môi trường đất rất nặng nề, sẽ còn ảnh hưởng lâu dài đến sức khỏe của người dân địa phương.

## Danh sách 10 làng ung thư có nguồn nước ô nhiễm nặng nhất
Dưới đây là danh sách 10 làng ung thư có nguồn nước ô nhiễm nặng nhất theo khảo sát của dự án "Điều tra, tìm kiếm nguồn nước hợp vệ sinh phục vụ cấp nước sinh hoạt cho một số "làng ung thư" của VN" công bố vào đầu năm 2015 :
1. Làng Thống Nhất, xã Đông Lỗ, H.Ứng Hòa, TP Hà Nội.
2. Làng Lũng Vỵ, xã Đông Phương Yên, H.Chương Mỹ, TP Hà Nội.
3. Làng Mẫn Xá, xã Văn Môn, H.Yên Phong, tỉnh Bắc Ninh.
4. Làng Thổ Vỵ, xã Tế Thắng, H.Nông Cống, tỉnh Thanh Hóa.
5. Làng Yên Lão, xã Hoàng Tây, H.Kim Bảng, tỉnh Hà Nam.
6. Làng Cờ Đỏ, xã Diễn Hải, H.Diễn Châu, tỉnh Nghệ An.
7. Làng An Lộc, xã An Lộc, H.Lộc Hà, tỉnh Hà Tĩnh.
8. Làng Phước Thiện, xã Bình Hải, H.Bình Sơn, tỉnh Quảng Ngãi.
9. Kp. Xuân Vinh, phường Hoài Nhơn Đông, tỉnh Gia Lai  
10. Làng Mê Pu, xã Mê Pu, H.Đức Linh, tỉnh Bình Thuận. Từ năm 2003 đến nay, có đến 145 người cùng một xã ở huyện miền núi Đức Linh, tỉnh Bình Thuận bị mắc bệnh ung thư và hiện đã có 125 người chết. Theo chính quyền địa phương, xã Mê Pu là xã thuần nông với gần 3.700 ha đất canh tác nông nghiệp. Theo ước tính, mỗi năm, người dân ở xã Mê Pu phun hơn 10.000 lít thuốc bảo vệ thực vật.: